# 道格拉斯·洛佩斯
道格拉斯·洛佩斯（西班牙語：Douglas López，1998年9月21日—），哥斯达黎加男子足球运动员，司职后卫。他曾代表哥斯达黎加国家队参加2022年国际足联世界杯，结果队伍止步小组赛阶段。